# Cattedrale dei Santi Pietro e Paolo (Adria)
La cattedrale nuova dei santi Pietro e Paolo è il duomo di Adria, edificio religioso risalente al XIX secolo e cattedrale della diocesi di Adria-Rovigo.
Da oltre un millennio, la chiesa cattedrale di Adria è al centro spirituale della Diocesi del territorio polesano di Adria-Rovigo. Attraverso i secoli, per merito di vescovi, prelati, canonici e fedeli, la Chiesa si è arricchita di importanti opere d'arte legate al culto.
La cattedrale è monumento nazionale italiano. Tale monumento storico vede la sua nascita oltre mille anni fa e porta con sé il riconoscimento dei fedeli, non solo della città di Adria, ma anche dell'intera Diocesi di Adria-Rovigo.

## Storia[3]

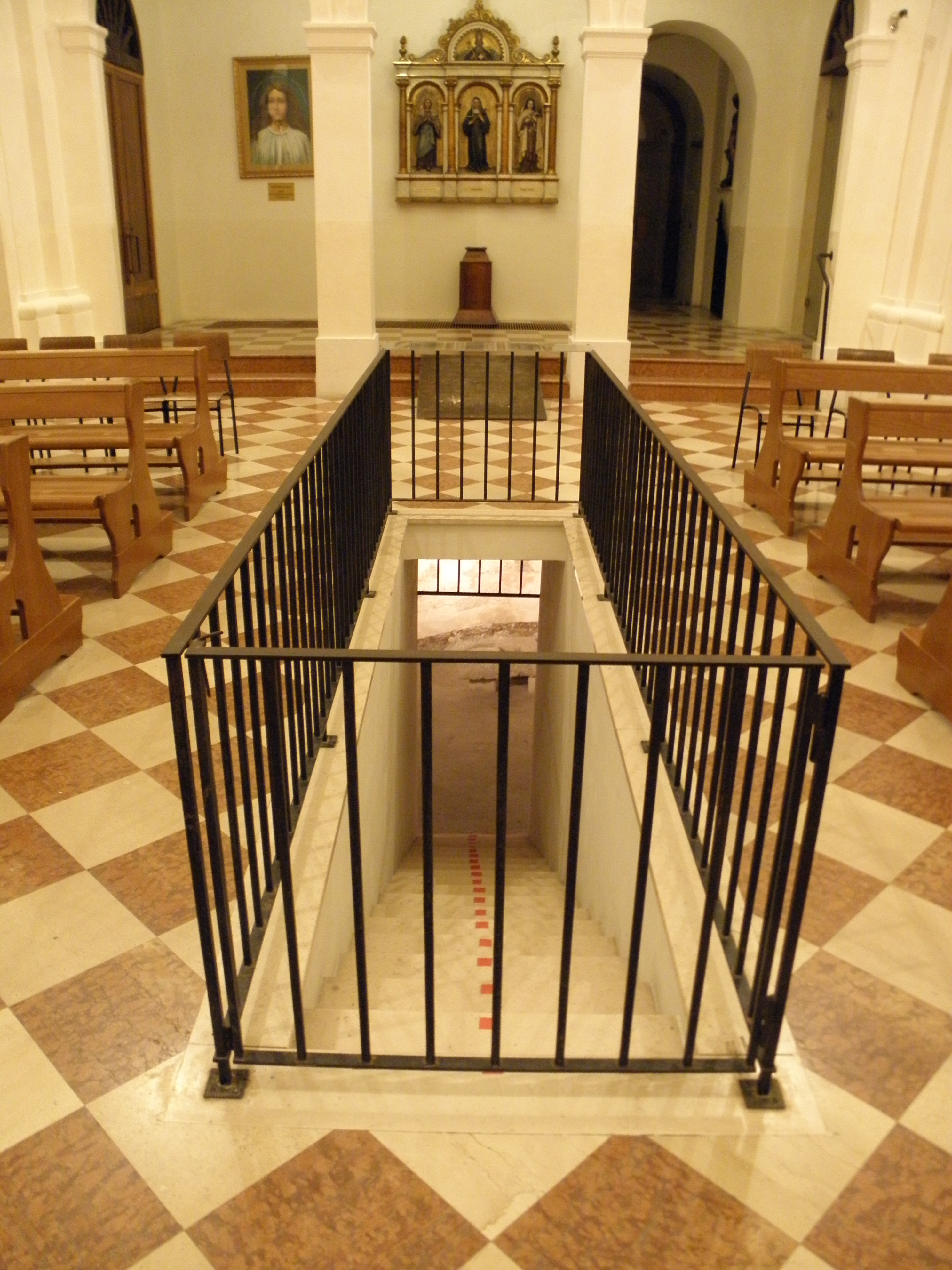
L'accesso al sacello (seconda cattedrale, X secolo) dalla vecchia cattedrale.

La chiesa di Adria ha origine antiche, tra la fine del II e gli inizi del III secolo l'Impero romano, retto dalla dinastia dei Severi, consentiva una maggiore tolleranza religiosa che permise la diffusione del Cristianesimo. Nel IV secolo Adria entra a far parte dell'esarcato di Ravenna ed è in quest'epoca che risale l'istituzione della sede vescovile.
Il primo vescovo adriese noto è Gallionisto, che partecipò nel 649 al sinodo lateranese presieduto dal papa Martino I, nel quale fu condannata l'eresia monotelita professata da Costante II, imperatore di Bisanzio.
I vescovi Bono e Giovanni sono menzionati nelle iscrizioni conservate presso la basilica della Tomba, databili tra la fine dell'VIII e gli inizi del IX secolo.
Le reliquie trovate nel 1746 nell'altare maggiore della Cattedrale antica, sono in memoria del vescovo Teodino, presente al Concilio di Ravenna del 877. Nel 920 il pontefice Giovanni X concede al vescovo Paolo il compito di costruire un castello presso la corte Bonevigo detta Rodige, ma lo vincola a ricostruire la Chiesa adriese del Beato Pietro, rovinata e distrutta dalle fondamenta. Nel 950, il castello è operante ma bisogna aspettare un secolo, prima che avvenga la ricostruzione della cattedrale.

### Ricostruzione[3]
I lavori, avviati nel 1050 da papa Benedetto I furono completati nel 1067 dal successore Tutone, che decise di proteggere con adeguate strutture difensive il luogo sacro.
Nel 1407, sull'edificio medioevale, fu ricostruita in posizione più elevata, un'altra chiesa a tre navate, che venne restaurata nel 1463, rinnovata e riconsacrata il 22 maggio 1644 dal vescovo Giovanni Paolo Savio. Nella navata a destra, vi era l'altare della santa Croce, dove si venerava il crocifisso ligneo di autore sconosciuto, che ad oggi è presente nella cattedrale maggiore. Sempre in questa navata, c'erano gli altari dedicati a sant'Antonio di Padova e alla Madonna della Vita, che in seguito verrà chiamata Madonna della Salute.
Nel 1686 venne ricostruito il campanile e nel 1830 il vescovo Arnaldo Speroni degli Alvarotti richiese l'abbattimento di oltre la metà della vecchia cattedrale e in quell'occasione venne scoperto il sacello affrescato con figure degli apostoli il quale sebbene indicato impropriamente cripta è, presumibilmente, una delle tre absidi della seconda cattedrale edificata all'interno del castello, del quale non è rimasta traccia, e risalente alla seconda metà del X secolo, realizzata per sostituire la precedente chiesa che sorgeva nel quartiere della Tomba. 
Altezza campanile (dalla base al Santo nella cuspide) 60 m circa. 
Il campanile inoltre contiene un concerto di 5 campane "a slancio" in scala diatonica di Re3 maggiore. Le 3 campane maggiori vennero fuse nel 1891 a Bassano del Grappa presso la fonderia Pietro Colbachini. La quarta fu fusa dalla fonderia De Poli a Vittorio Veneto, ora sedente in Revine Lago, nel 2011.
La quinta fu fusa nel 1965 a Padova dalla fonderia Colbachini.

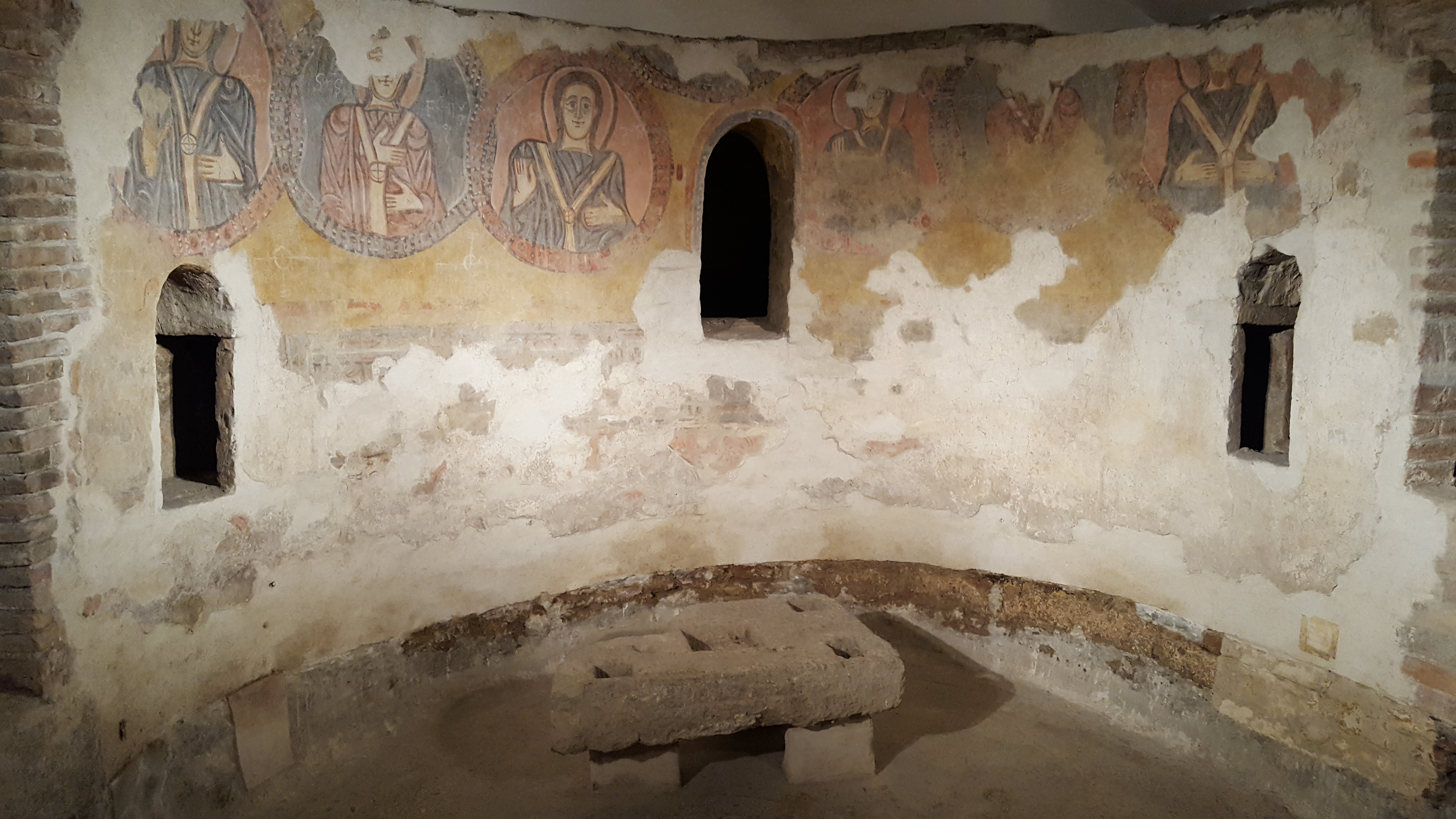
L'interno del sacello con gli affreschi carolingi degli apostoli.

L'ambiente si presenta con la tipica pianta semicircolare del coro, o degli absidi, romanici, con basamento liscio sormontato da una fascia in stucco dalla funzione ornamentale, dotato di finestra monofora centrale e nicchie laterali. Incompleto alla sommità per le ristrutturazioni dell'edificio operate nei secoli, presenta sulla parete sei immagini dipinte con la tecnica dell'affresco e tratto tipico dell'arte carolingia raffiguranti alcuni dei dodici apostoli, inscritti in imago clipeate e riconoscibili per le iscrizioni in latino presenti al lato destro di ciascuna figura.
Anche l'opera, di conseguenza, appare chiaramente incompleta, e per la mancanza di parti delle singole figure e per la presumibile mancanza della figura centrale, della quale si scorge solo il bordo inferiore dell'imago clipeata e che, visionando rappresentazioni sacre simili per tema e periodo, avrebbe potuto essere un Cristo Pantocratore. Inoltre la falda acquifera presente sotto la costruzione innalzatasi nel tempo contribuì a deteriorare ulteriormente l'opera costringendo allo scopo di preservarla la costruzione di un apposito impianto con il compito di far defluire le acque prima di raggiungere il livello del pavimento. Su quest'ultimo, realizzato con colata di cemento in tempi recenti, è presente la mensa d'altare ritrovata in loco, caratterizzata dai quattro incavi posizionati ai suoi quattro lati deputati a contenere le reliquie degli apostoli, fornendo testimonianza delle più antiche tradizioni della diocesi.
Nel 1836 venne completata la chiesa con altari, organo a canne attribuito alla bottega Callido (forse opera di Antonio, figlio di Gaetano) e relativa cantoria, varie pale e oggetti liturgici.
Il 10 settembre 1882 il vescovo Giuseppe Apollonio consacrò la cattedrale, dedicandola ai santi apostoli Pietro e Paolo. Nel 1900, anno santo, si progettò il compimento della facciata che non venne terminato e i portali vennero completati nel anno santo del 1925.

## La nuova chiesa cattedrale[6]

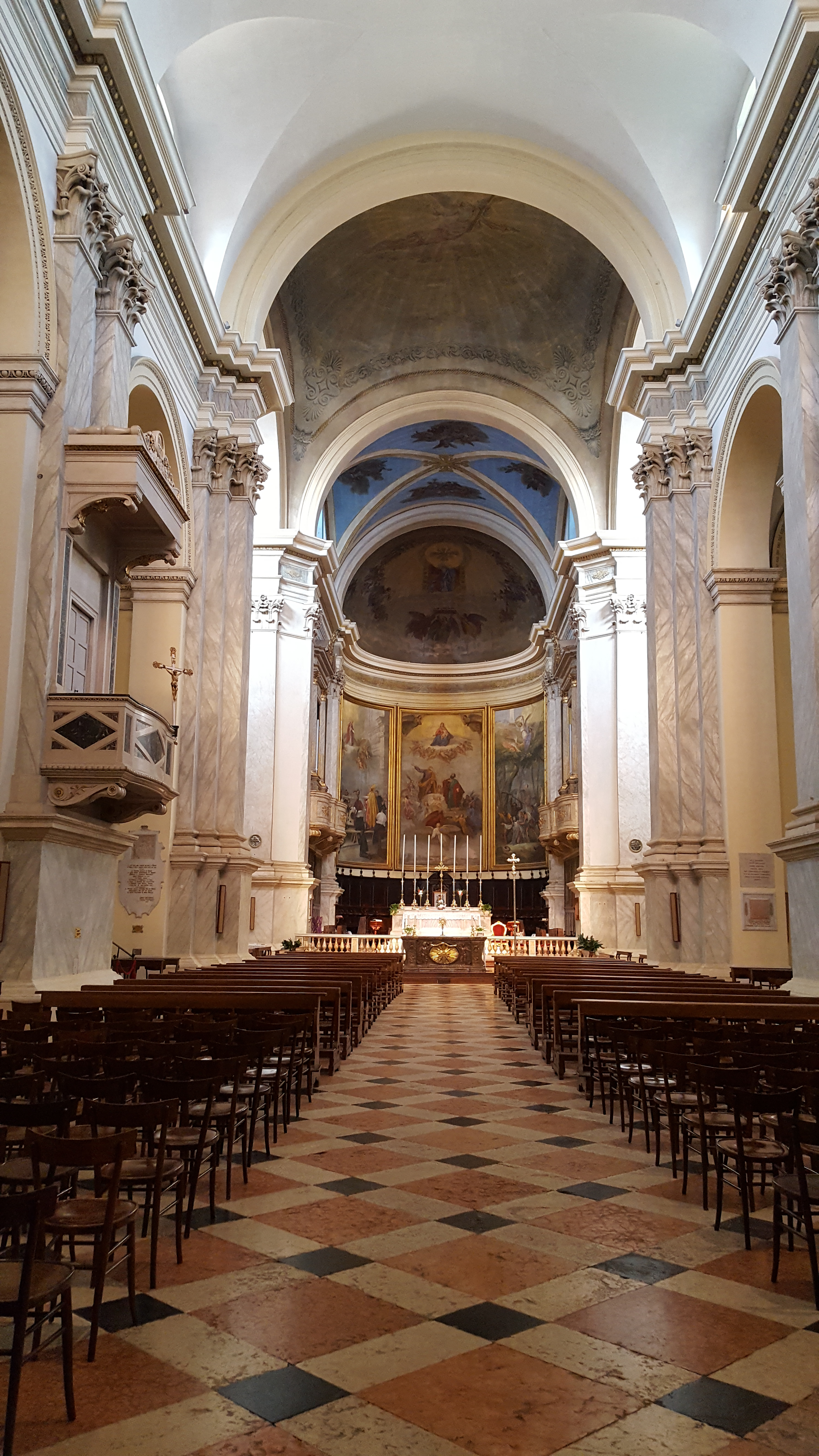
Presbiterio.

Alla metà del XVIII secolo sorse l'esigenza di costruire una nuova cattedrale più ampia e più solida della precedenza.
La cattedrale, ora infatti, con una lunghezza di 70 metri ed una larghezza di 33 metri essa risulta essere una delle chiese di maggiori dimensioni del Veneto.
La chiesa si presenta con un'ampia facciata e un campanile autonomo. Sul lato sud si apre verso piazzetta Campanile, mentre sulla zona retrostante fu edificata negli anni trenta una pregevole e suggestiva riproduzione della grotta di Lourdes.
La facciata esterna è rimasta incompiuta e presenta un semplice paramento in mattoni, con tre portali dei quali il centrale è coronato da un timpano e fiancheggiato da colonne.
La porta maggiore, benedetta dal vescovo Anselmo Rizzi il 1º febbraio 1925, è sovrastata dalla statua in marmo del Redentore.
L'interno è a croce latina, composta da tre navate con sei cappelle internate e due più ampie ai lati del transetto.
Il pavimento, caratterizzato da una pavimentazione in pietra bianca, nera e rosso Verona, fu disegnato dall'ingegnere Luc'Antonio Lupati nel 1830.
È presente una vetrata collocata nella finestra "termale" della controfacciata. Tale vetrata è stata realizzata nel 1941 dalle officine Pritoni di Bologna seguendo il disegno del pittore Antonio Maria Nardi. La vetrata rappresenta la Vergine Assunta tra i santi Pietro e Paolo.
Sono presenti due iscrizioni sul terzo pilastro a destra. La prima ricorda la consacrazione della cattedrale del 10 settembre 1882; mentre la seconda risale al 1822 e ricorda il trasporto nella nuova chiesa delle reliquie dei martiri paleocristiani Agricola, Biagio, Nicola di Mira, Sigismondo, Vitale e Vittore. Tali reliquie furono rinvenute durante i lavori eseguiti presso l'altare maggiore della vecchia Cattedrale nel 1746.
All'interno della cattedrale è collocato il presbiterio, racchiuso tra la balaustra in marmo rosso di Verona e l'abside affrescata. Esso rappresenta la parte più compiuta della chiesa e nel 1825 fu benedetto anche l'altare capitolare realizzato interamente in Marmo di Carrara. Il soffitto è rappresentato da affreschi del coro e le pregevoli tele della tribuna che contribuiscono a rendere l'ambiente ancora più ricco, interessante e maestoso.
Gli affreschi del coro rappresentano alcuni aspetti della vita di san Bellino, patrono principale della diocesi e la Gloria dei santi Pietro e Paolo, patroni della città e della parrocchia.
Infine, l'artistico coro in legno di noce intarsiato posto ai piedi dell'abside dietro l'altare maggiore.
L'organo è stato costruito negli anni '50 del '900 dalla ditta Fabbrica Organi Ruffati di Padova. La ditta per costruire l'organo riutilizzò del materiale del precedente organo che risaliva al 1933 ed era opera di Giuseppe Malvestio. Nel 2010 viene restaurato l'organo "Malvestio/Ruffatti", a tre tastiere, posto su cantoria ai lati del presbiterio.
Sulla parete a sinistra dell'altare si possono contemplare i Misteri della Luce, proposti da Giovanni Paolo II per l'Anno del Rosario 2002-2003. Essi rappresentano: il battesimo di Gesù, le nozze di Cana, l'annuncio del Regno di Dio, la Trasfigurazione di Gesù e l'istituzione dell'eucaristia.
I cinque pannelli a tempera sono un'opera di Graziano Martini. Essi sono stati benedetti il 12 ottobre 2003 dal cardinale Ersilio Tonini in presenza del vescovo Andrea Bruno Mazzocato.

## La biblioteca e l'archivio

### La biblioteca[7]
La biblioteca originariamente collocata nella struttura della cattedrale, sopra la sacrestia dei Canonici, venne spostata nella parte sinistra dell'episcopio. La biblioteca contiene più di 15 000 volumi, prevalentemente a tema storico, teologico, liturgico e musicale. Nella collezione facevano parte, perduti nel passare del tempo, volumi in lingua armena, indiana e dalmatica.

### L'archivio Capitolare[7]
L'archivio, invece, contiene per la maggior parte atti episcopali, capitolari e parrocchiali, che con la loro catalogazione di nascite, battesimi, nozze e decessi della popolazione a partire dal XVII secolo forniscono dati sull'evoluzione sociale della cittadina polesana, nonché atti amministrati di vario genere.
Dal 1970 l'Archivio non si trova più all'interno della Cattedrale ma si trova a fianco ad essa presso il Palazzo Vescovile.

## Il museo della cattedrale[7]
Il museo della cattedrale, è stato inaugurato il 3 ottobre del 2015. Nel percorso museale troviamo tre luoghi principali: la Stanza Origini, la Quadreria e la Stanza del Tesoro.

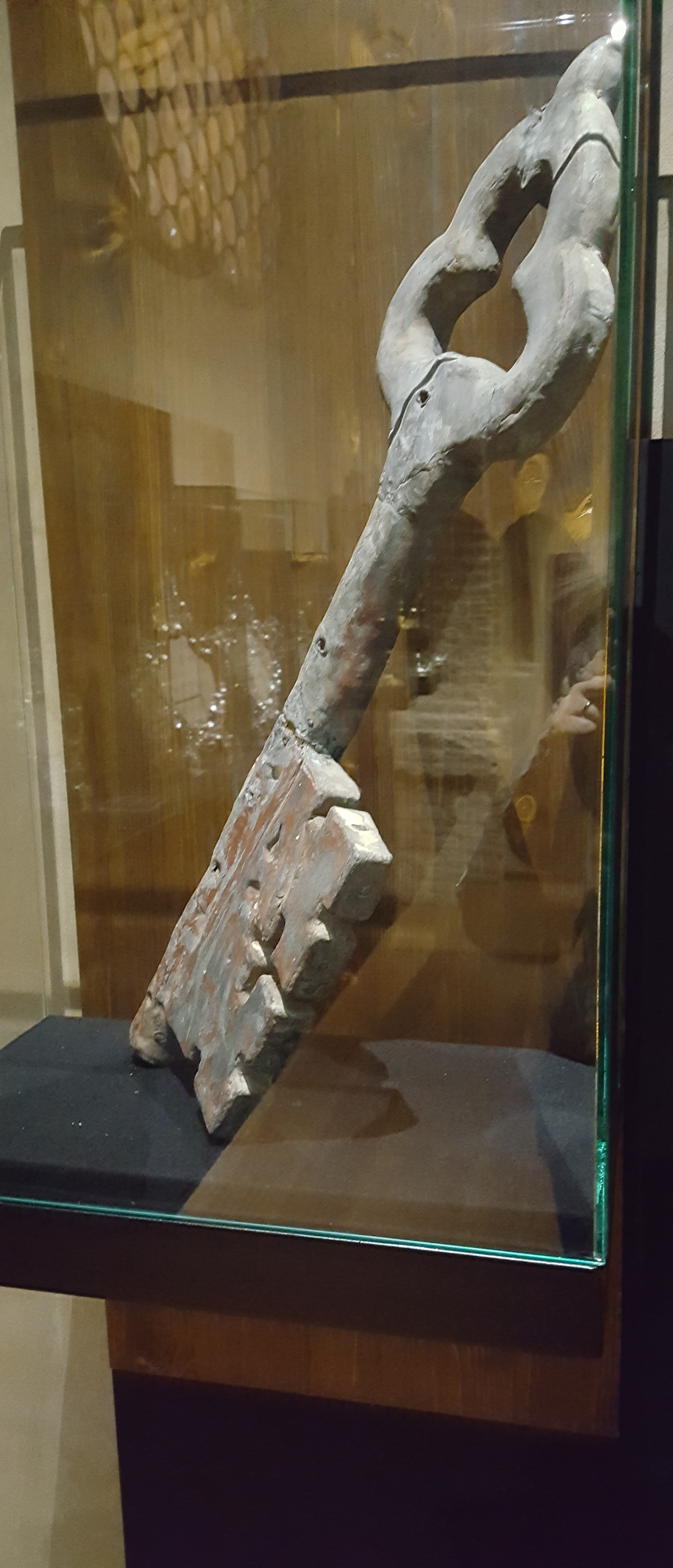
La chiave di san Pietro apostolo.

La stanza Origini, corridoio che introduce al vero e proprio museo, narra la storia della Diocesi di Adria con documenti di alto valore artistico, religioso e storico. Sono illustrate anche le varie vicende della Chiesa Cattedrale, la quale è stata oggetto di molteplici trasformazioni e adattamenti. La fede cristiana arrivò ad Adria da Ravenna tra la fine del II secolo e gli inizi del III secolo. Molte sono le testimonianze della fede cristiana ad Adria, che ritroviamo nel museo come ad esempio: il bassorilievo copto, che rappresenta la Vergine Madre seduta sul trono con il Bambino sulle ginocchia, affiancata dagli Arcangeli Gabriele e Michele; la piccola abside, affrescata con figure di apostoli nello stile carolingio; un vaso battesimale, ispirato alla forma canonica dei primi battisteri cristiani. In seguito alla costruzione nel nuovo battistero nel 1870, fu utilizzato come acquasantiera; dei reliquari evangelisti a busto dorato raffiguranti san Marco, san Matteo, san Luca e san Giovanni. Scolpiti in legno portano la reliquia sulla parte anteriore. All'interno della stanza delle Origini troviamo anche una scultura in pietra calcarea raffigurante una testa virile e un forziere destinato per " le offerte per l'erigenda fabbrica di questa cattedrale" come indicato nel frontespizio.
Nella Quadreria assieme alle pale e alle tele commissionate per la decorazione degli altari della Cattedrale, si conservano ritratti di cardinali, vescovi e prelati, che hanno rivestito un ruolo importante per la comunità del territorio della Diocesi di Adria e Rovigo. I ritratti sono a mezzo busto, con sfondo monocromo; coprono un arco cronologico che va dagli inizi del XIV secolo agli inizi del XIX secolo. Troviamo i ritratti dei vescovi di Adria come: Pellegrino Ferri (vescovo tra 1750-1757), Girolamo Porcia (vescovo tra 1598-1612), Bartolomeo Roverella (vescovo tra 1590-1610), Federico Maria Molin (vescovo tra 1807-1819) e Arnaldo Speroni degli Alvarotti (vescovo tra 1766-1800). Sempre nella suddetta stanza troviamo anche un crocefisso detto di Lepanto; il dipinto è realizzato su entrambi i lati di una tavola di legno sagomata.
Nella stanza denominata "Tesoro" è conservato il Tesoro della cattedrale, composto da una raccolta di arte sacra, significativa dal punto di vista storico-artistico e liturgico. Questa raccolta comprende oggetti piccoli e grandi, eseguiti in materiali preziosi, frutto di lasciti e doni ecclesiastici e devoti. Per l'esposizione sono stati scelti i pezzi più rappresentativi organizzandoli per tipologia (Adria ha una notevole raccolta di questi manufatti). Le teche sono disposte lungo la parete di destra e il percorso termina con la stanza dedicata al trono per il Santissimo Sacramento. A sinistra si trova invece il muro del tempo, pensato per permettere l'accesso all'archivio virtuale delle immagini e delle informazioni relative a tutti gli oggetti esposti e non esposti, scelti per il museo. Questo muro è composto da dei fori retro illuminati da una luce verde-azzurra; ciascun foro è un'icona in vetro sensibile e rappresenta un oggetto. Gli oggetti sono stati differenziati in sei categorie: i crocefissi, le reliquie e i reliquari, suppellettile sacro, documenti e dipinti, paramenti e merletti e marmi e cotti.
Nell'oggettistica delle reliquie troviamo: la "Mano di san Pietro", in argento, custodisce le reliquie dei santi Pietro e Paolo, Titolari della Cattedrale e Patroni della Città. Tuttora in uso liturgico nella festa del 29 giugno ; reliquiario a fiala, madonna con Gesù Bambino e angelo in rame dorato; reliquiario a ostensorio romano in argento. Il trono per il Santissimo Sacramento risale alla metà del XVII secolo; ha un'anima lignea rivestita da una cornice in argento, in parte dorato e decorato a sbalzo. È destinato all'ostensione del Santissimo Sacramento per l'adorazione delle quaranta ore. È impreziosito da volute finte conchiglie, motivi vegetali e in basso due teste di cherubino poste sotto il piatto per l'ostensorio. Tuttora in uso liturgico.

### Annotazioni
1. ↑  Reliquari evangelisti:vengono esposti nell'Altare Maggiore per le festività.
2. ↑  Crocefisso di Lepanto:nel verbale della visita pastorale del 21 aprile 1703, il Vescovo Filippo del Torreconferma la provenienza cretese del dipinto, donato al padre Cappuccino Domenico Giarnieri al rientro ad Adria a seguito dell'invasione ottomana dell'isola.
3. ↑  La "Mano di san Pietro":le sacre Reliquie furono portate in processione per tre volte lungo le vie della città durante la peste.
4. ↑  Volute:sostantivo Femminile. Dal latino voluta derivato da volutus participio passato di volvere (volgere).

### Fonti
1. ↑   AA.VV, Il Veneto paese per paese, 2000, ISBN 88-476-0006-5..
2. ↑  Pia e Gino Braggion 1986.
3. 1 2  Rondina e Noè 2008, pp. 13-30.
4. ↑  Rondina e Noè 2008, p. 28.
5. 1 2  Rondina e Noè 2008, pp. 28-29.
6. ↑  Rondina e Noè 2008, pp.31-37; 39-42; 55; 58.
7. 1 2 3 4 5   Furini, Introduzione al MUSEO della Cattedrale di Adria.